# Villarreal Club de Fútbol "B"
El Villarreal Club de Fútbol “B” es el equipo filial del Villarreal Club de Fútbol, club de fútbol de la ciudad española de Villarreal (Castellón). Fue fundado en 1999 y actualmente juega en la Primera Federación. Disputa sus partidos en la Ciudad Deportiva José Manuel Llaneza, pero en ocasiones ha disputado partidos en La Cerámica, donde juega el primer equipo.

## Historia

### Inicios en Tercera división
En su primera temporada en Tercera división (temporada 2003-04) finalizó tercero y se clasificó por primera vez para los play-off para ascender a Segunda División B de España. En la primera eliminatoria
se enfrentó contra el Santañí y le ganó 2-1 en el cómputo total de la eliminatoria; en la segunda se enfrentaba contra el Badalona, el favorito en esta eliminatoria, y efectivamente el Villarreal perdió 4-3 en el cómputo total.
La segunda temporada (2004-05) sus resultados fueron inferiores, ya que el Villarreal B no consiguió quedar entre los cuatro primeros para jugar los Play-off (quedó quinto clasificado).
En la temporada 2005-06 el Villarreal B, consiguió su mejor clasificación en Tercera División al quedar primero del Grupo VI de 3.ª División con 100 puntos. Se clasificaron por tanto para los play-off de ascenso a Segunda División B por segunda vez en la historia; en la primera eliminatoria le tocó jugar contra el Cartagena Promesas, y el Villarreal B le ganó con un cómputo total de 6-2, mientras que en la segunda eliminatoria le tocó nuevamente un rival bastante difícil: el RCD Español B. Una vez más, el Villarreal B perdió 4-2 y volvió a quedarse a las puertas del ascenso a Segunda División B.

### Ascenso a Segunda B
La cuarta temporada en Tercera División (temporada 2006-07) fue casi perfecta para el Villarreal B: quedaron subcampeones de grupo y lograron por fin el ascenso a Segunda División B. Tras clasificarse para el play off de ascenso por tercera vez, en la primera ronda les tocó enfrentarse a la U.D. Poblense, un equipo teóricamente inferior, y como se esperaba el "Villarreal B" ganó por 7-0 en el cómputo total de la eliminatoria; en la segunda eliminatoria, en cambio, se midió con un equipo con mucha experiencia en Segunda División B el Club Deportivo Mirandés. La ida se jugó en la Ciudad Deportiva del Villarreal y el Villarreal "B" ganó por 3-1; en la vuelta el Villarreal "B" logró defender el resultado al perder por 2-1 en el Estadio de Anduva, y por lo tanto logró ascender a Segunda División B.

### Segunda B
Tras ese ascenso el Villarreal B jugó en la temporada 2007-2008 en el Grupo 3 de Segunda División B del fútbol español. En el primer año en segunda división B, el Villarreal B consiguió quedar 11.ª posición, en una temporada irregular ya que el equipo estuvo muchas veces en descenso, casi en descenso, en zona de nadie, en zona de ascenso y al final logró el objetivo de permanecer un año más en la liga de bronce del fútbol español.

#### 2008-09

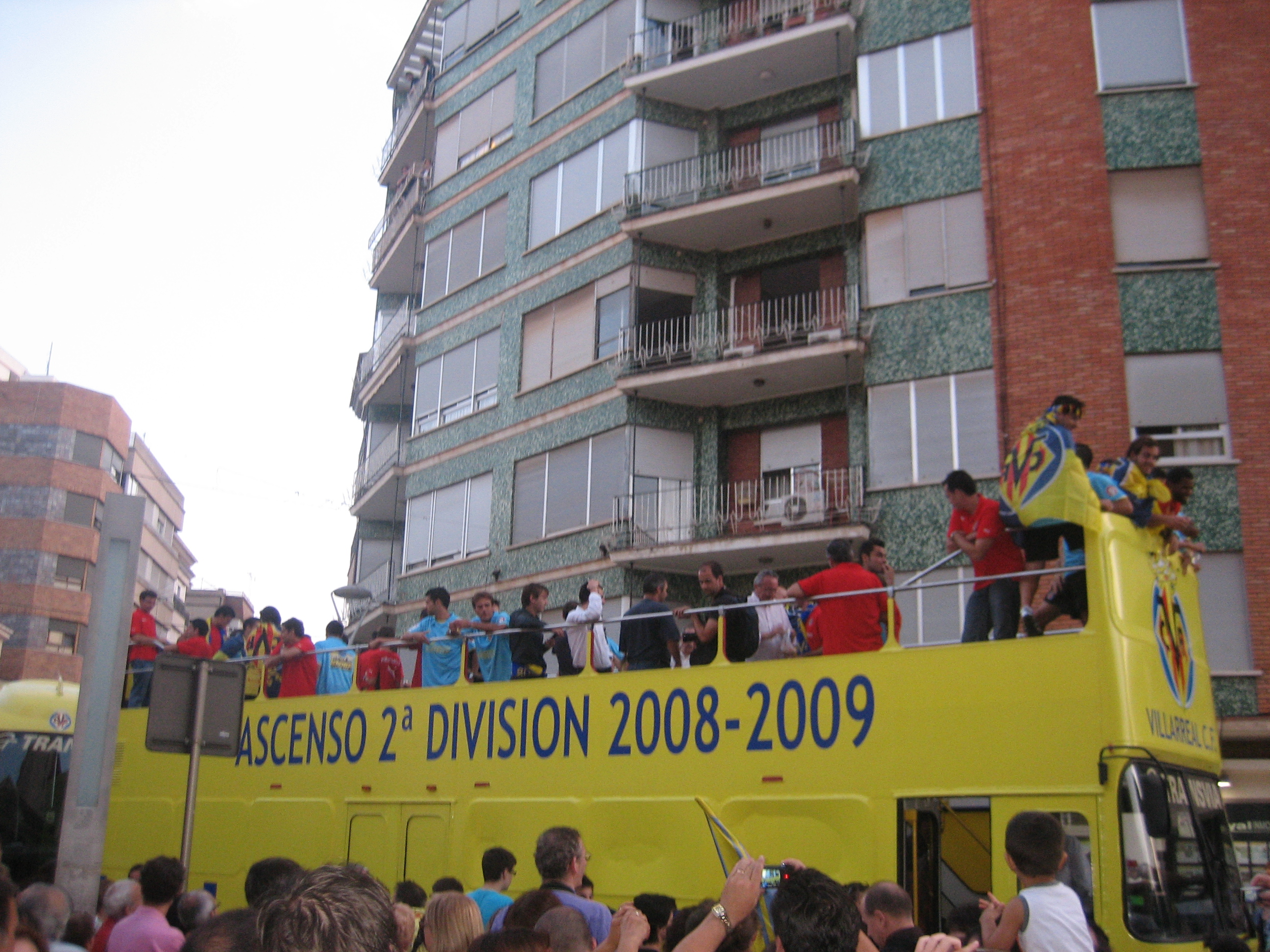
Autobús descapotable frente a la basílica de San Pascual en el que los jugadores del Villarreal C. F. "B" celebraron el ascenso a la Segunda División de España

La temporada 2008-09 terminó en segunda posición en el Grupo III, solo por detrás del Club Deportivo Alcoyano. En la primera eliminatoria para el ascenso a la Segunda División de España jugó frente al Zamora Club de Fútbol. En el partido de ida disputado en Estadio Ruta de la Plata venció por 0-2, goles de Matilla y Javi Selvas. En el partido de vuelta disputado en la Ciudad Deportiva del Villarreal Club de Fútbol el filial amarillo ganó por 2-0, goles de Chando y Joan Tomás.
El sorteo celebrado en la Ciudad del Fútbol de Las Rozas el 25 de mayo dio como rival del Villarreal B en segunda ronda al Lorca Deportiva. En el primero de los dos partidos, disputado en la Ciudad Deportiva del Villarreal C. F., el conjunto amarillo se impuso 1-0, gol logrado por Gerard Bordas. En el partido de vuelta disputado en Lorca, el Villarreal C. F. B se impuso a domicilio por 2-3, con dos goles de Cristóbal y uno de Joan Tomás de penalti, lo que le clasificó para la ronda final de las eliminatorias para el ascenso. En el desplazamiento a la ciudad murciana, acompañaron al equipo unos 400 aficionados, que viajaron en siete autobuses.
En el sorteo celebrado el 8 de junio de 2009, el Villarreal C. F. fue emparejado con el Real Jaén. El primer partido se disputó en el estadio de El Madrigal de Villarreal, y la vuelta en el Nuevo Estadio de la Victoria de Jaén. La afición del Villarreal organizó actividades previas al encuentro para ir a animar al equipo. El partido de ida finalizó con un empate sin goles. Para el partido de vuelta en Jaén, el club decidió pagar el desplazamiento en autobús de los aficionados, desplazándose más de 300 aficionados. El filiar amarillo acabó ganando el partido por 1-2, goles obra de Gerard Bordas y Chando, que dieron la vuelta al tanto inicial de Esparza, logrando el ascenso a la Segunda División A, donde sería el único equipo filial la temporada 2009-10. Al día siguiente de lograr el ascenso, lunes, el club festejó el logro desplazándose los jugadores, cuerpo técnico y directiva en un autobús descapotable por las calles de la ciudad y visitando el ermitorio de la Virgen de Gracia, a la basílica de San Pascual, y terminando con una recepción en el ayuntamiento, desde cuyo balcón saludaron a la afición. El jueves 25 de junio, Carlos Fabra, presidente de la Diputación de Castellón, recibió a los representantes del equipo: Jordi Pablo, Edu Caballer, el cuerpo técnico y directivos, entre los que estaba Fernando Roig. Fabra les entregó una placa conmemorativa.
Esa misma temporada, dos jugadores del equipo, Jordi Pablo y Mario, quienes ya habían debutado esa temporada con el primer equipo, recibieron el premio Draft de plata en su edición de 2009. Esa temporada también debutaron con el primer equipo Joan Tomás y Matilla; además Joan Oriol y Kiko fueron convocados en alguna ocasión, pero sin llegar a debutar. El Villarreal B fue el equipo con un promedio de edad más bajo de todos los que disputaron el ascenso a la Segunda División A, con 22,3 años. Además, Marcos Gullón fue convocado por la selección española sub-20 para disputar los Juegos Mediterráneos de 2009, y Mario y Jordi Pablo fueron convovados por la Selección de fútbol de España para la fase de preparación para el Campeonato Europeo de la UEFA Sub-19 de Ucrania.

### Vuelta a Segunda B
El 13 de mayo de 2012, tras confirmarse definitivamente el descenso del Villarreal CF, confirma también el descenso de su primer filial, el Villarreal CF B a la categoría de bronce del fútbol español, a Segunda División B. Esto es así, porque en una misma categoría no pueden estar un primer equipo y su filial. Todo esto a pesar de que el equipo filial en ese momento ocupaba el 12.º puesto, quedaban cuatro jornadas y tenía muy lejos el posible descenso.

## Uniforme
- Uniforme titular: Camiseta, pantalón y medias amarillas.
- Uniforme alternativo: Camiseta, pantalón y medias azul oscuro.

### Evolución del uniforme
| 1923−1946 | 1946-1966 | 1966-2005 | 2005-actualidad |

## Estadio
El Villarreal B, disputa sus partidos en las instalaciones de la Ciudad Deportiva del Villarreal, inaugurada en el año 2002 y con capacidad para 3.000 espectadores. El ascenso del equipo a la 2ª División para la temporada 2009/10 ha favorecido la ampliación del recinto hasta las 5.000 localidades, sin perjuicio de que muchos partidos oficiales puedan dispustarse en el campo del Madrigal, donde disputa sus encuentros el primer equipo por disponer este de mayor aforo. 
- Dirección Ciudad Deportiva: Camí de Miralcamp, s/n 12540 Vila-real

## Datos del club
:Actualizado al 1 de julio de 2024
- Temporadas en 2.ª: 4
- Temporadas en 1.ª RFEF: 2
- Temporadas en 2.ª B:  11
- Temporadas en 3.ª: 4
- Temporadas en Divisiones regionales: 4
- Mejor puesto en la liga: 7.º (Segunda División de España temporada 2009-10)
- Peor puesto en la liga: 22.º (Segunda División de España temporada 2023-24)

## Jugadores y cuerpo técnico

### Jugadores y cuerpo técnico 2025-26
- Los jugadores con dorsales superiores al 25 son, a todos los efectos, jugadores del Villarreal Club de Fútbol "C" y como tales, podrán compaginar partidos con el primer y segundo equipo. Como exigen las normas de la LFP, los jugadores de la primera plantilla deberán llevar los dorsales del 1 al 25. Del 26 en adelante serán jugadores del equipo filial.
- Los equipos españoles están limitados a tener en la plantilla un máximo de tres jugadores sin pasaporte de la Unión Europea. La lista incluye solamente la principal nacionalidad de cada jugador, algunos de los jugadores no europeos tienen doble nacionalidad de algún país de la UE:

## Logros y méritos[20]
- 1 vez subcampeón del Grupo II de la Primera División RFEF (2021-22).
- 1 vez subcampeón del Grupo IV de la Segunda División B (2008-09).
- 1 vez campeón del Grupo VI de Tercera División (2005-06).
- Campeón del Grupo CI de la Tercera División División (2006-07).
- Campeón de la Premier League International Cup (2015-16).

## Trayectoria

### Últimas temporadas
| Temporada | Categoría             | Puesto | Logros             |
| --------- | --------------------- | ------ | ------------------ |
| 2000-01   | 1.ª Regional          | 1.º    | Ascenso            |
| 2001-02   | Preferente            | 5.º    |                    |
| 2002-03   | Preferente            | 1.º    | Ascenso            |
| 2003-04   | Tercera División      | 3.º    | Juega la promoción |
| 2004-05   | Tercera División      | 5.º    |                    |
| 2005-06   | Tercera División      | 1.º    | Juega la promoción |
| 2006-07   | Tercera División      | 2.º    | Ascenso            |
| 2007-08   | Segunda B             | 11.º   |                    |
| 2008-09   | Segunda B             | 2.º    | Ascenso            |
| 2009-10   | 2.ª División          | 7.º    |                    |
| 2010-11   | 2.ª División          | 17.º   |                    |
| 2011-12   | 2.ª División          | 12.º   | Descenso           |
| 2012-13   | Segunda B             | 9.º    |                    |
| 2013-14   | Segunda B             | 11.º   |                    |
| 2014-15   | Segunda B             | 10.º   |                    |
| 2015-16   | Segunda B             | 2.º    | Juega la promoción |
| 2016-17   | Segunda B             | 5.º    |                    |
| 2017-18   | Segunda B             | 2.º    | Juega la promoción |
| 2018-19   | Segunda B             | 3.º    | Juega la promoción |
| 2019-20   | Segunda B             | 6.º    |                    |
| 2020-21   | Segunda B             | 6.º    |                    |
| 2021-22   | Primera División RFEF | 2.º    | Ascenso            |
| 2022-23   | 2.ª División          | 18.º   |                    |
| 2023-24   | 2.ª División          | 22.°   | Descenso           |